# Luxuslärm
Luxuslärm est un groupe allemand de rock, originaire d'Iserlohn, en Rhénanie-du-Nord-Westphalie, actif entre 2003 et 2016.

## Histoire

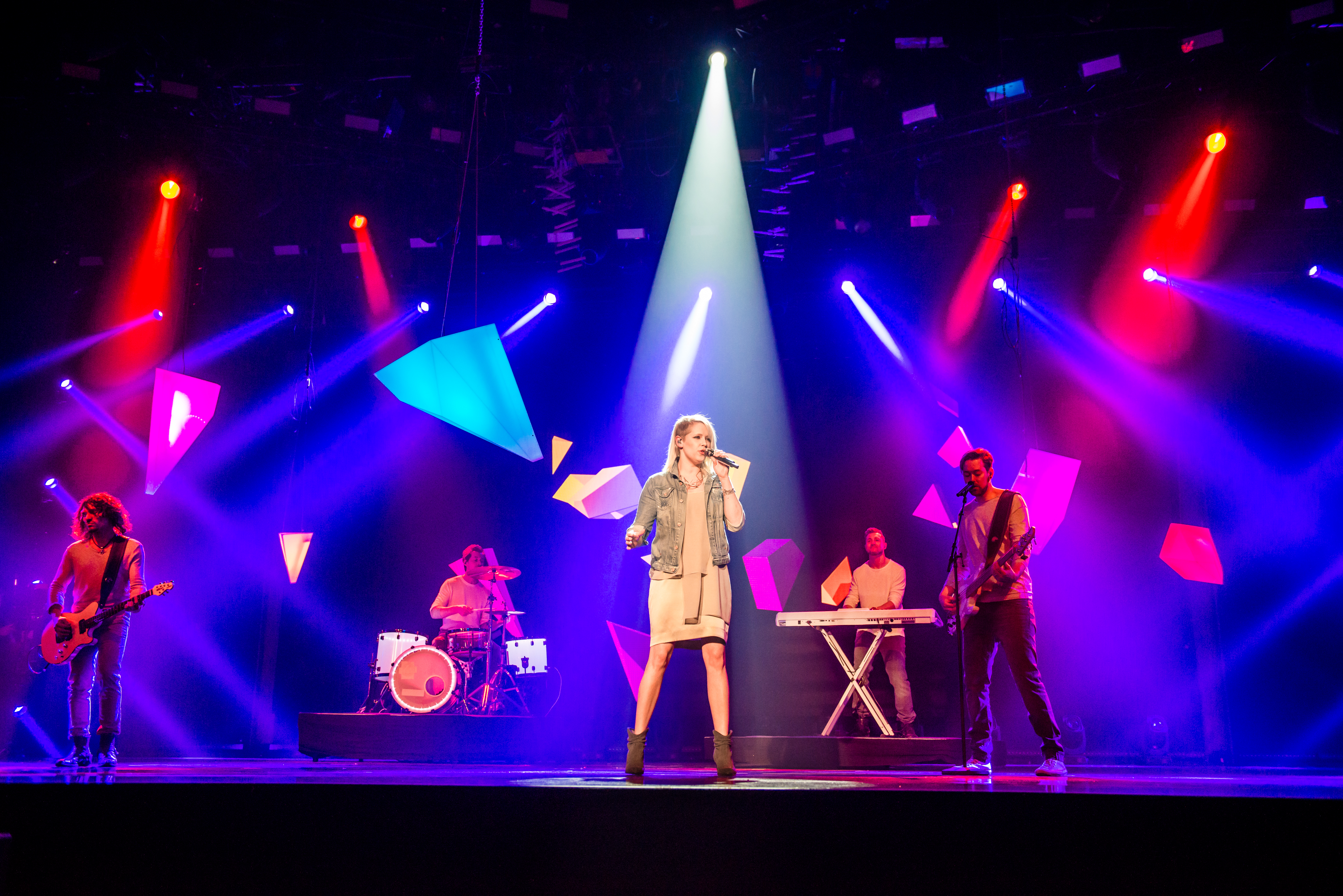
Luxuslärm lors de la présélection allemande du Concours Eurovision de la chanson 2016.

Dès 2003, Luxuslärm se produit sous le nom de Blue Cinnamon en tant que cover band lors de différents concerts en Rhénanie-du-Nord-Westphalie. Lors d'un de ces concerts, les membres du groupe font la connaissance du producteur Götz von Sydow, qui les incite à écrire leur propre musique. Début 2006, ils commencent à travailler sur leurs propres titres, écrits en allemand.
En janvier 2007, le groupe remporte la finale du NRW-Rock-It sous le nom de Luxuslärm. Un an plus tard, le premier album 1.000 km bis zum Meer est produit et publié, dont le single homonyme est extrait un mois plus tard, d'abord exclusivement en téléchargement, puis également en single physique en édition limitée dans le commerce. Götz von Sydow contribue à la musique et aux paroles de la plupart des morceaux de l'album. Luxuslärm est élu meilleur groupe de rock 2008, meilleur groupe de pop 2008, meilleure chanson 2008 (Unsterblich), meilleur album CD en langue allemande et reçoit le prix du public par l'association allemande des musiciens rock et pop. En décembre 2008 et au printemps 2009, le groupe part en tournée en première partie de Thomas Godoj. Le 13 février 2009, le deuxième single Unsterblich sort. La vidéo du single est tournée en novembre 2008.
Le 3 décembre 2009, le groupe reçoit la 1 Live Krone en tant que meilleur nouveau groupe. La chanson Unsterblich fait partie de la bande originale du film Vorstadtkrokodile 2. Le 29 janvier 2010, un nouvel album du groupe sort et le 18 décembre 2009, Sag es wie es ist, le premier single extrait de cet album. En avril 2010, le groupe fait une apparition en invité dans les séries télévisées Gute Zeiten, schlechte Zeiten et Unter uns, en août 2010 dans la telenovela Anna und die Liebe et en novembre 2010 dans Alles was zählt.
Le 15 mai 2011, le groupe annoncée sur son site web le départ de Henrik Oberbossel, Eugen Urlacher et David Rempel à l'automne de la même année. Ces derniers intègrent ensuite le cover band Das Wunder, formé en 2014. Avec la sortie du troisième album studio, le groupe continue à travailler avec la nouvelle formation suivante : Christian Besch (claviers), Freddy Hau (guitare) et David Müller (basse). En septembre 2011, Luxuslärm sort son troisième album studio, Carousel, avec lequel il effectue une tournée en Allemagne en 2011/2012. Le 28 septembre 2012, le groupe représente la Rhénanie-du-Nord-Westphalie au Bundesvision Song Contest 2012, et obtient la quatrième place avec le titre Liebt sie dich wie ich ?
Götz von Sydow forme avec Jan Zimmer et Jana Crämer le management du groupe Luxuslärm sous le nom de LuxusPromotion. Avec Janine Meyer, les trois fondent leur propre label discographique Die Opposition, légalement connu sous le nom de Von Sydow, Zimmer, Meyer, Crämer GbR. Le 13 décembre 2013, le groupe annonce avoir signé un contrat d'enregistrement avec la major Universal Music, qui publie également leur quatrième album studio Alles was du willst en mars 2014.
Le 1er octobre 2014, Luxuslärm fait de nouveau une apparition en tant qu'invité dans le soap de RTL Unter uns.
Le 25 février 2016, le groupe participe à la présélection allemande du Concours Eurovision de la chanson 2016 avec la chanson Solange Liebe in mir wohnt. Le 11 mars, le groupe sort son cinquième album studio intitulé Fallen und Fliegen, qui contient également un duo avec le chanteur allemand Max Mutzke. L'album sort sous la licence exclusive d'Universal Music/Polydor Allemagne par l'intermédiaire du label discographique Die Opposition de Cologne, dont la chanteuse Janine Meyer était inscrite comme gérante. Après seulement quatre jours, Fallen und Fliegen se place à la septième place du classement officiel des albums de la mi-semaine, établi par GfK Entertainment. Après une semaine, l'album se place finalement à la neuvième place du classement des albums allemands.
Le 9 août 2016, le groupe annonce sa dissolution à la fin de l'année. Il donne son dernier concert devant 950 spectateurs le 30 décembre 2016 à la Stadthalle d'Olpe.

### Die Lärmer
Le 11 mai 2024, une réunion des anciens membres du groupe Janine « Jini » Meyer, Henrik « Henne » Oberbossel, Christian Besch, Freddy Hau et Micha Dluzak a lieu sous le nouveau nom « Die Lärmer », le nom original du groupe ne pouvant pas être utilisé pour des raisons juridiques. Lors de la représentation à Hemer, initialement prévue pour une seule fois, la tournée Herz auf est annoncée avec 10 dates dans toute l'Allemagne, qui devrait avoir lieu en mars et avril 2025.

## Discographie

### Albums studio
- 2008 : 1000 km bis zum Meer
- 2010 : So laut ich kann[10]
- 2011 : Carousel
- 2014 : Alles was du willst
- 2016 : Fallen und Fliegen

### Singles
- 2008 : 1000 km bis zum Meer
- 2009 : Unsterblich
- 2009 : Sag es wie es ist!
- 2010 : Leb deine Träume
- 2010 : Nichts ist zu spät
- 2010 : Vergessen zu vergessen
- 2011 : Atemlos
- 2012 : Mehr Gewicht
- 2012 : Liebt sie dich wie ich?